# ジーン・シャープ
ジーン・シャープ（Gene Sharp、1928年1月21日 - 2018年1月28日）は、アメリカの政治学者である。マサチューセッツ大学の名誉教授であり、ボストンのアルベルト・アインシュタイン研究所の上級研究員だった。著書『独裁体制から民主主義へ』は、世界中で広く読まれており、非暴力による民主主義革命の理論的支柱になっている。
シャープは「独裁勢力は、民衆が政権を受け入れ、降伏し、従順することにより成り立っている」と述べ、「抗議行動、説得、非協力、干渉などにより独裁勢力を倒すことができる」と述べた。

## 略歴
シャープはオハイオ州北ボルチモアでキリスト教プロテスタントの牧師の息子として生まれた。社会科学を学んで1949年にオハイオ州立大学を卒業し、1951年に同大より社会科学の修士号を取得した。1953年から1954年にかけて、朝鮮戦争での良心的兵役拒否により、9か月間服役した。その後、会社社員として働いたり、盲目のソーシャル・ワーカーのガイドをしたり、アメリカの指導的平和主義者であったマスティの秘書をしたりした。
1955年から1958年にかけては、ロンドンで平和主義者向けに毎週刊行されていた「平和ニュース紙」の副編集者であった。次の2年間は、オスロのアルネ・ネス（Arne Naess）教授の下で、勉強したり研究したりした。同教授は、ヨハン・ガルトゥング（Johan Galtung）と共に、マハトマ・ガンジーの著書『サッティーヤグラハの規範』の影響を受けている。シャープは、1968年に、オックスフォード大学より、政治学の博士号を取得した。
1972年より、マサチューセッツ大学ダートマス校の政治学の教授であった。彼は、同時にハーバード大学の国際関係センター（Weatherhead Center for International Affairs）においても研究を行っていた。1983年に、世界中の紛争地域における非暴力運動を研究し実践することを目的として、NPOのアルベルト・アインシュタイン研究所を開設した。この研究所は、フォード財団、国際共和党研究所、民主主義のための国家的基金から資金援助を受けている。
2011年に、エルヒブリ平和教育賞を受賞した。また2012年にはライト・ライブリフッド賞と傑出民主主義賞（Distinguished Lifetime Democracy Award）を受賞した。
シャープは「非暴力抵抗運動の父」と呼ばれている。2009年と2012年に、ノーベル平和賞の候補者となったことでも知られている。

## 非暴力抵抗運動への貢献
シャープは、「自分の考えは、マハトマ・ガンジーの影響を受けている」と述べている。
シャープは、市民の不服従に関する著作の中で、紛争中に権力を行使する手段としての非暴力運動について、政治的で実践的な分析を行っている。
シャープの鍵となる考えは、「権力は一枚岩盤のようなものではなく、また権力を持つ者の固有の性質に由来するものでもない」ということである。シャープから見て、いかなる国家の政治的権力も、どのような統治機構も、支配者の命令に対する国民の服従に由来するのである。いかなる権力機構も国民の服従に依存しているので、もし、国民が服従しないのであれば、支配者の権力は消滅するのである。
シャープの見方によれば、実効支配しているすべての権力機構は、国民を服従させる仕組みを持っている。国家は、国民を服従させるために、非常に複雑な仕組みを持っている。こうした仕組みには、警察や裁判所などの強制機構（国家権力）や、古代エジプトのファラオの神や大統領の尊厳や倫理的な規範やタブーなどの文化的な仕組みがある。さらに、投獄や罰金や追放などの制裁や、身分や富や名声などの報酬も、国民の服従に影響を及ぼす。
シャープは、「こうした隠れた仕組みに気がつくことは、国家に変革をもたらす突破口になる」と考えている。シャープは、エティエンヌ・ド・ラ・ボエシ（Étienne de La Boétie、1530年 - 1563年）の考えを引用して、次のように述べた。「もし、ある国の国民が、権力の源泉は国民自身に有って服従しないことも可能であることに気がつけば、支配者は権力を奪われることになる」。
シャープが非暴力を勧めるのは、平和主義からではなく、戦術的な観点からである。「独裁政権側は、兵器、軍隊、秘密警察のすべてを持ち合わせている。そんな状況下で武器を取るのは、敵の最強の道具で勝とうとするようなものだ」と2011年のインタビューに答えている。
また、抵抗運動は偶発的なものであってはならないとも述べている。「独裁体制からの自由を達成するには、非常に慎重な考えと戦略計画が求められる」「次のステップに進むためには、注意深く計算された行動が必要である」。

## 関連書籍
- ジーン シャープ『武器なき民衆の抵抗 : その戦略論的アプローチ』小松茂夫 訳、れんが書房新社〈ちくま学芸文庫〉（原著1972年）。 NCID BN00989984。
- 中見真理「ジーン・シャープの戦略的非暴力論」（PDF）『清泉女子大学紀要』第57巻、清泉女子大学、2009年、163-184頁、2025年3月13日閲覧。
- ジーン シャープ『市民力による防衛: 軍事力に頼らない社会へ』三石善吉 訳、法政大学出版局〈サピエンティア1〉、2016年7月13日。ISBN 978-4-5886-0344-0。 NCID BB21659881。
- ジーン シャープ『非暴力を実践するために;権力と闘う戦略』谷口真紀 訳、彩流社〈関西学院大学研究叢書 241〉、2022年4月5日。ISBN 978-4-7791-2799-1。 NCID BC1375068X。
- 中見真理『ジーン・シャープ『独裁体制から民主主義へ』』NHK出版〈100分de名著 MHKテキスト 241〉、2023年12月25日。ISBN 978-4-1422-3159-1。 NCID BD00537111。

## 参考ウェブサイト
- 武器よりも戦略 (PDF) （2013年1月19日時点のアーカイブ） 毎日新聞2012年11月1日
- 非暴力革命のすすめ（2013年5月23日時点のアーカイブ） NHK 2012.12.11
- 100分de名著 名著126「独裁体制から民主主義へ」ジーン・シャープ
- アラブ民主化運動に影響を与えた米国人理論家ジーン・シャープ氏（2011年9月11日時点のアーカイブ） ビジネス・アイ2011.2.24
- チュニジア革命と非暴力行動論 (PDF)  三石善吉 筑波学院大学 学長
- 非暴力行動の198の方法
- Gene Sharp CNNニュース　2012.6.25
- Gene Sharp　The New York Times
- アインシュタイン研究所